# Antoine Blaise Crousillat
Pour les articles homonymes, voir Crousillat.
Antoine Blaise Crousillat, né le 3 février 1814 à Salon-de-Provence où il est mort le 8 novembre 1899, est un poète français.
Poète provençal de langue d'oc, il est dit « Doyen des félibres ».

## Biographie

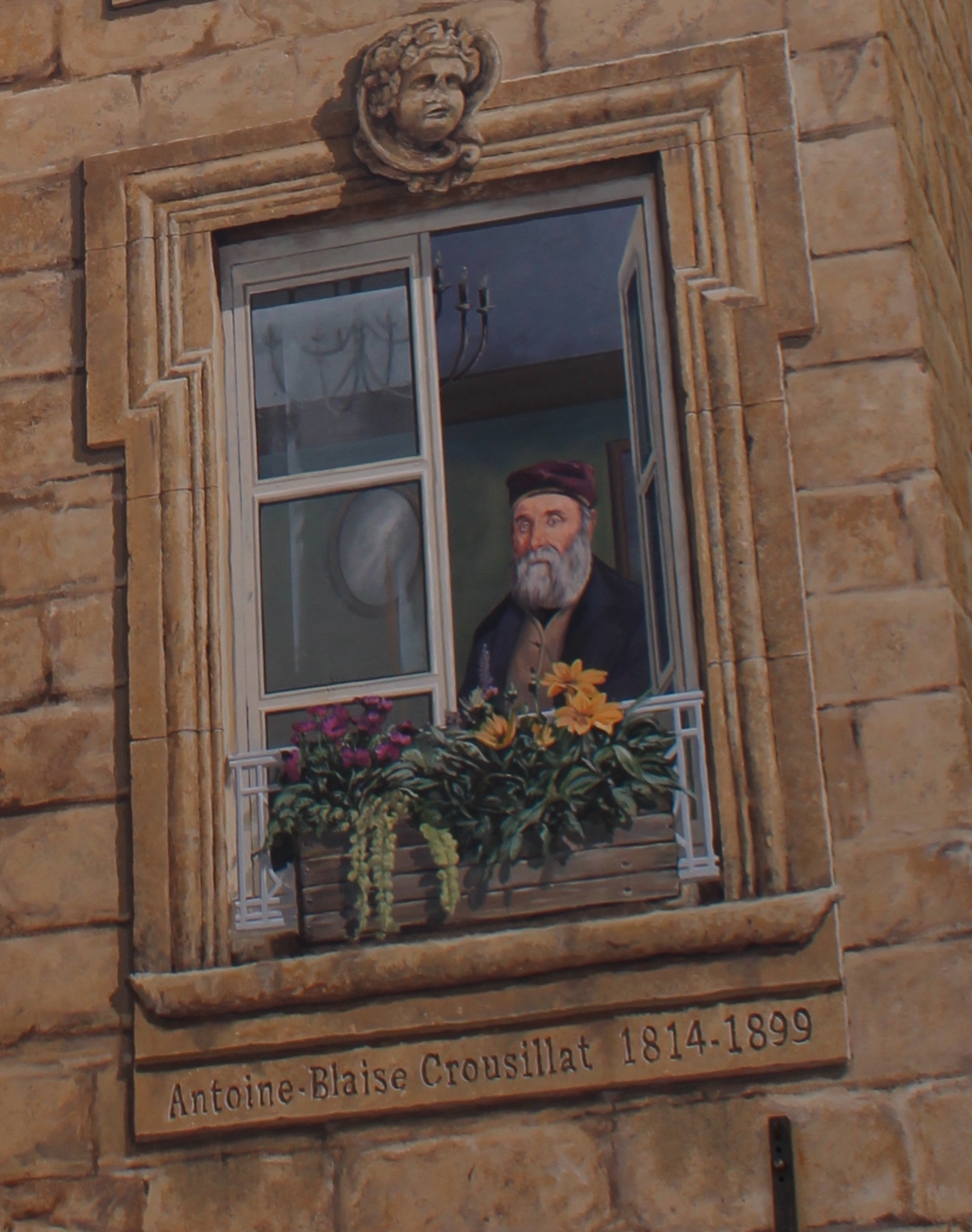
Antoine-Blaise Crousillat -Peinture en trompe-l'oeil au château de l'Empéri de Salon-de-Provence.

Antoine Blaise Crousillat naît le 3 février 1814 dans la maison de ses parents située place des Ormeaux à Salon-de-Provence. Elle deviendra la place Crousillat le 5 juin 1901. 
Son père, Jean Joseph, est négociant-revendeur et fabricant d'eau de vie et de cierges. Sa mère, Thérèse Élisabeth Monteau, mettra au monde dix enfants ; Antoine est le 6e de la lignée.
Avant 1832, Antoine Blaise Crousillat apprend les rudiments de latin avec Jean Marcel David dit Gassier, un ami de la famille qui écrit : « Ces vers sont de mon petit élève Crousillat. Pas trop mal. ». 
De 1832 à 1834, il étudie la philosophie et la théologie au grand séminaire d'Aix-en-Provence, puis il passe à Marseille. Sa mère le laisse partir avec joie pour le séminaire d'Aix où il achève ses études classiques.
Tiré au sort pour la conscription, il est réformé pour une taie cornéenne dans l'œil droit.
Il rencontre Joseph Roumanille en 1845 et Frédéric Mistral le 15 août 1848, avec lesquels il entretient une correspondance durant 47 ans.
Il participe au Congrès des poètes provençaux à Arles (1er Roumavàgi) : il est un des sept prieurs (29 août 1852). Au Congrès des poètes d'Aix, il siège parmi les sept prieurs (21 août 1853). Aux jeux floraux de Sainte-Anne à Apt, il est membre du jury (14 septembre 1862). Il soutient la Sainte-Estelle de Marseille en siégeant parmi 50 majoraux (22 mai 1881). Il est présent aux fêtes félibréennes de Montpellier (24 au 26 mai 1890) et au Consistoire félibréen de la Sainte-Estelle à l'hôtel de ville de Martigues (11 août 1890). Il lit Ei Baus aux grands jeux floraux des Baux-de-Provence (6 juin 1892).
Le 21 mai 1876, à Avignon, il est nommé majoral avec la Cigale de Salon. En 1881, François Delille le liste parmi les sept fondateurs du félibrige.
Entre 1841 et 1899, il participe à la publication de la plupart des revues littéraires provençales. Il reçoit une médaille d'or pour son Odo au Rèy René à Aix-en-Provence (17 septembre 1864). Entre 1864 et 1894, il recevra d'autres récompenses littéraires à Béziers, Paris, Toulon…
En 1899, on lui attribue le ruban violet de chevalier de l'Académie d'Aix.
Il fut également fabricant de nougat et de cierges pour les églises et les synagogues.
Il meurt le 8 novembre 1899 à Salon-de-Provence.

## Publications
- Li Prouvençalo : poésies diverses recueillies par Joseph Roumanille, Seguin aîné, 1852 (lire sur Google Livres).
- Ode au Roi René.
- Adam de Craponne, ode en vers provençaux, Salon, Magloire Gounelle, 1854 (lire en ligne sur Gallica).
- Ode à Nostradamus.
- Ode au Balli de Suffren.
- La Bresco, recueil de poèmes, avant-propos de Frédéric Mistral, Avignon, J. Roumanille, 1865 (lire en ligne sur Gallica).
- Lei Nadau, noëls composés en langue provençale, Avignon, Amédée Gros, 1880 ([lire en ligne]).
- L'Eissame, recueil de poèmes, 1893.
- Participation à de nombreuses revues telles que : l'Armana Provençau, Lou Bouil abaisso, Lou Gay Saber, etc.